# Trinity, Florida
Trinity är en ort (CDP) i Pasco County, i delstaten Florida, USA. Enligt United States Census Bureau har orten en folkmängd på 10 907 invånare (2010) och en landarea på 12 km².